# Federazione cestistica della Papua Nuova Guinea
La Federazione cestistica della Papua Nuova Guinea è l'ente che controlla e organizza la pallacanestro a Papua Nuova Guinea.
La federazione controlla inoltre la nazionale di pallacanestro della Papua Nuova Guinea e ha sede a Port Moresby.
È affiliata alla FIBA dal 1963 e organizza il campionato di pallacanestro della Papua Nuova Guinea.